# Warrel Dane
Warrel Dane (Seattle, 7 marzo 1961 – San Paolo, 13 dicembre 2017) è stato un cantante statunitense, membro della metal band Nevermore, nata a Seattle nel 1992.

## Biografia
Iniziò la sua carriera negli anni '80 cantando nella band Sanctuary. In seguito, avendo la loro etichetta discografica di allora impostogli di cambiare stile con un'inclinazione Grunge (che al tempo si pensava avesse più successo grazie a gruppi come i Nirvana) con il bassista Jim Sheppard ebbe l'idea di abbandonare quella casa discografica e di formare, al contrario, un gruppo con un sound e una linea vocale più aggressiva.
Si aggiunsero alla formazione inizialmente il chitarrista Jeff Loomis (già presente come session member nei Sanctuary) e subito dopo il batterista Van Williams.
Il primo album solista di Dane, "Praises to the War Machine" fu pubblicato il 28 aprile 2008 da Century Media Records.
È scomparso nel 2017 all'età di 56 anni in Brasile, colpito da attacco cardiaco durante la lavorazione del suo secondo album solista.

## Discografia

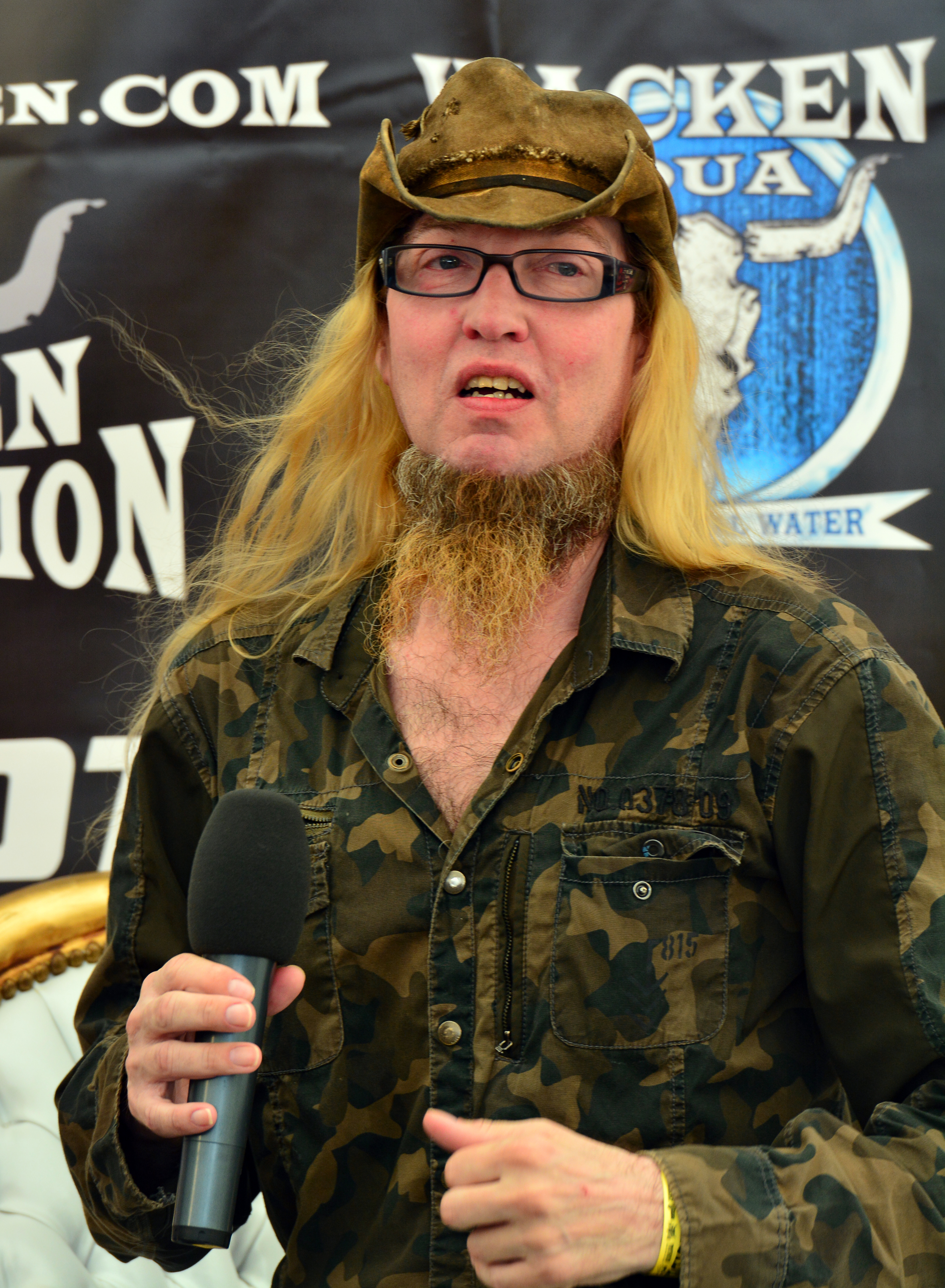
Warrel Dane al Wacken Open Air 2014

### Con i Serpent's Knight
- 1983 - Released From the Crypt

### Con i Sanctuary
- 1987 - Refuge Denied
- 1990 - Into the Mirror Black
- 2014 - The Year the Sun Died

### Con i Nevermore
- 1995 - Nevermore
- 1996 - The Politics of Ecstasy
- 1999 - Dreaming Neon Black
- 2000 - Dead Heart in a Dead World
- 2003 - Enemies of Reality
- 2005 - This Godless Endeavor
- 2008 - The Year of the Voyager
- 2010 - The Obsidian Conspiracy

### Da solista
- 2008 - Praises to the War Machine
- 2018 - Shadow Work

### Guest
- Behemoth - The Apostasy (2007) (su Inner Sanctum)